# Komárov (Eslováquia)
Komárov é um município da Eslováquia, situado no distrito de Bardejov, na região de Prešov. Tem 7,99 km² de área e sua população em 2018 foi estimada em 444 habitantes.

## Demografia
| Ano:        | 1994 | 2004   | 2014   | 2024    |
| ----------- | ---- | ------ | ------ | ------- |
| Broj ljudi: | 398  | 408    | 424    | 473     |
| Razlika:    |      | +2,51% | +3,92% | +11,55% |

| Ano:               | 2023 | 2024   |
| ------------------ | ---- | ------ |
| Número de pessoas: | 462  | 473    |
| Diferença:         |      | +2,38% |